# Florian Baltram
Florian Baltram (* 25. März 1997 in Wien) ist ein österreichischer Eishockeyspieler, der seit 2015 beim EC Red Bull Salzburg in der Österreichischen Eishockey-Liga unter Vertrag steht.

## Karriere
Florian Baltram besuchte die internationale Eishockeyakademie Okanagan Hockey Europe in St. Pölten und spielte für deren Lower Austria Stars in der U20, wo er 2012 bis 2014 zu über 80 Einsätzen kam und dabei 29 Tore und 37 Assists erzielte. Im Sommer 2014 wurde Baltram beim CHL Import Draft in der zweiten Runde an insgesamt 108. Stelle von den Seattle Thunderbirds aus der Western Hockey League (WHL) ausgewählt. Er kam für die T-Birds auf 35 Einsätze mit fünf Scorerpunkten, ehe er im Januar 2015 zu den Lethbridge Hurricanes aus der WHL kam und dort 14 Punkte in 34 Einsätzen erzielte. 
Ab September 2015 spielte er für EC Red Bull Salzburg in der Österreichischen Eishockey-Liga, nachdem er sich in dessen Farmteam durchgesetzt hatte. In seiner ersten Saison wurde er mit den Bulls Österreichischer Meister. Im Sommer 2016 nahm er an einem NHL-Trainingscamp bei den New York Islanders teil. 2022, 2023 und 2024 gewann er mit den roten Bullen erneut die österreichische Meisterschaft.

### International
Baltram nahm mit den österreichischen Nationalteams an den U18-Weltmeisterschaften 2014 und 2015 sowie den U20-Weltmeisterschaften 2015 und 2016 jeweils in der Division I teil, wobei er mit seinen Teamkollegen bei der U18-WM 2015 von der B- in die A-Gruppe der Division I aufsteigen konnte; Baltram wurde dabei bester Vorlagengeber und zweitbester Scorer des Turniers hinter seinem Landsmann Christof Kromp. Bei der U20-WM 2016 lief er als Teamkapitän auf und erkämpfte mit der Mannschaft die Silbermedaille, zudem wurde Baltram zum besten Stürmer der Division I, Gruppe A, gewählt.
Sein erstes Länderspiel für die Herren-Nationalmannschaft des Alpenlandes absolvierte er am 3. November 2016 im Freundschaftsspiel gegen Italien in Budapest. Seither hat er gut zwanzig Länderspiele bestritten, wurde aber bei noch keinem großen Turnier eingesetzt.

## Erfolge und Auszeichnungen
- 2015 Aufstieg in die Division I, Gruppe A, bei der U18-Weltmeisterschaft der Division I, Gruppe B
- 2015 Bester Vorlagengeber bei der U18-Weltmeisterschaft der Division I, Gruppe B
- 2016 Österreichischer Meister mit dem EC Red Bull Salzburg
- 2016 Bester Stürmer bei der U20-Weltmeisterschaft der Division I, Gruppe A
- 2022 Österreichischer Meister mit dem EC Red Bull Salzburg
- 2023 Österreichischer Meister mit dem EC Red Bull Salzburg
- 2024 Österreichischer Meister mit dem EC Red Bull Salzburg

## Karrierestatistik
(Legende zur Spielerstatistik: Sp oder GP = absolvierte Spiele; T oder G = erzielte Tore; V oder A = erzielte Assists; Pkt oder Pts = erzielte Scorerpunkte; SM oder PIM = erhaltene Strafminuten; +/− = Plus/Minus-Bilanz; PP = erzielte Überzahltore; SH = erzielte Unterzahltore; GW = erzielte Siegtore; 1 Play-downs/Relegation; Kursiv: Statistik nicht vollständig)